# 魯本·塞梅多
鲁本·阿方索·博尔热斯·塞梅多（葡萄牙語：Rúben Afonso Borges Semedo；1994年4月4日—），葡萄牙職業足球員，司職中後衛及防守中場，現效力卡塔爾星級足球聯賽球會艾杜哈尼。

## 俱樂部生涯
葡超球隊里斯本競技官方宣佈中後衛魯本·塞梅多轉會西甲球隊比利亞雷亞爾，轉會費為1400萬歐元，同時球隊對其後續轉會擁有20％的收益權。
希超球隊奧林匹亞科斯官方宣佈，球隊簽下比利亞雷亞爾中衛魯本-塞梅多。據德國《轉會市場》網站透露，其轉會費為450萬歐。

## 國家隊生涯
魯本·塞梅多在2019年就入選過葡萄牙國家足球隊， 2020年10月對陣西班牙的比賽中首次代表葡萄牙國家隊出場。

## 外部連結
- 魯本·塞梅多於ForaDeJogo的個人資料
- 魯本·塞梅多在BDFutbol中的档案
- 鲁本·塞梅多 （页面存档备份，存于）的国家队数据（葡萄牙語）
- 魯本·塞梅多在 National-Football-Teams.com 上的出场纪录